# Hapoel Tel Aviv Football Club 2011-2012

## Rosa
| N. |                       | Ruolo | Calciatore       |
| -- | --------------------- | ----- | ---------------- |
| 1  | Israele (bandiera)    | P     | Galil Ben Shanan |
| 3  | Slovacchia (bandiera) | D     | Mário Pečalka    |
| 4  | Israele (bandiera)    | D     | Mor Shushan      |
| 6  | Sudafrica (bandiera)  | D     | Bevan Fransman   |
| 8  | Israele (bandiera)    | C     | Mahmoud Abbas    |
| 9  | Israele (bandiera)    | A     | Maaran Lala      |
| 10 | Israele (bandiera)    | D     | Walid Badir      |
| 11 | Israele (bandiera)    | C     | Elroy Cohen      |
| 12 | Israele (bandiera)    | D     | Omri Attia       |
| 15 | Israele (bandiera)    | C     | Salim Tuama      |
| 16 | Israele (bandiera)    | A     | Omer Damari      |
| 17 | Croazia (bandiera)    | C     | Mirko Oremuš     |

| N. |                    | Ruolo | Calciatore     |
| -- | ------------------ | ----- | -------------- |
| 18 | Israele (bandiera) | C     | Shay Abutbul   |
| 19 | Israele (bandiera) | D     | Dedi Ben Dayan |
| 21 | Israele (bandiera) | C     | Roei Gordana   |
| 22 | Israele (bandiera) | P     | Boris Klaiman  |
| 23 | Israele (bandiera) | D     | Omri Kende     |
| 24 | Israele (bandiera) | D     | Yehuda Hota    |
| 25 | Israele (bandiera) | D     | Gal Shish      |
| 26 | Israele (bandiera) | C     | Avihai Yadin   |
| 29 | Israele (bandiera) | D     | I'yad Hutba    |
| 30 | Armenia (bandiera) | P     | Apoula Edel    |
| 99 | Israele (bandiera) | A     | Toto Tamuz     |